# The Warsaw Demo
The Warsaw Demo é o primeiro registro fonográfico da banda britânica de punk rock Warsaw, mais tarde rebatizada de Joy Division. Consiste em 5 canções gravadas em Oldham, no dia 18 de julho de 1977. Essas canções foram veiculadas na forma de bootlegs até serem lançadas na coletânea Warsaw, de 1994. O baterista da banda nas gravações foi Steve Brotherdale, que saiu no mês seguinte, e em seu lugar, entrou Stephen Morris.

## Lançamento não-oficial
As canções foram lançadas em vinil, de forma não-oficial, pelo selo italiano Stampa Alternativa, em 1990.

## Faixas
1. "Inside the Line" - 2:43
2. "Gutz" - 1:59
3. "At a Later Date" - 3:14
4. "The Kill" - 2:08
5. "You're No Good for Me" - 3:02